# Нерегулярний супутник

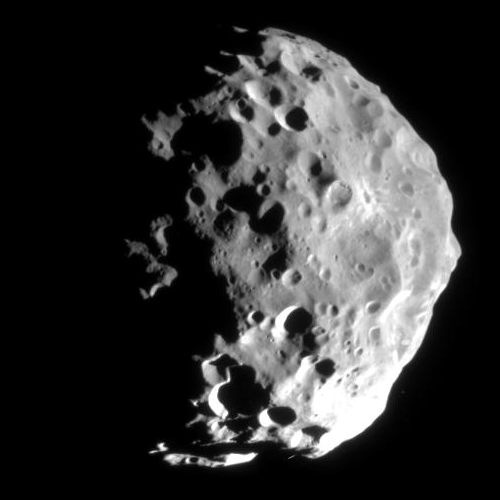
Феба — найбільший нерегулярний супутник Сатурна

Нерегулярний супутник (англ. irregular, іноді використовується калька іррегулярний) — природний супутник планети, рух якого відрізняється від загальних правил. Це може бути супутник, орбіта якого більш витягнута, інакше кажучи, з великим ексцентриситетом; супутник, який рухається по орбіті у зворотному напрямку; супутник, орбіта якого характеризується великим нахилом до екваторіальної площини основного тіла.